# Бородай Галина Василівна
Гали́на Васи́лівна Борода́й (12 травня 1949, м. Київ — 7 жовтня 1980, там само) — українська художниця. Член Спілки художників України (1978). Дочка Василя Бородая, сестра  Тетяни Бородай, дружина художника Сергія Одайника (1949—2019), мати художниці Дарії Одайник.

## Життєпис
Народилася 12 травня 1949 року в мистецькій родині. На творче становлення майбутньої   художниці вплинули батько — відомий український скульптор Василь Захарович Бородай та сестра Тетяна — художниця-графік. 1967 закінчила Республіканську середню художню школу, продовжила навчання на графічному факультеті Київського державного художнього інституту (викладачі К. В. Заруба та Л. І. Чичкан).

За результатами літньої практики після другого курсу Галину запросила до майстерні монументального живопису Тетяна Яблонська. Майстриня згадувала:
Галя Бородай була в мене однією з найулюбленіших учениць у монументальній майстерні. Щира, лірична, яка тонко відчуває мистецтво, вона проявила себе в багатьох сферах. Могла зробити вітраж, фреску, гобелен, завжди при цьому залишаючись самою собою.
Дипломною роботою був вітраж для художнього інституту «Наш інститут».
Від 1970 року брала участь у художніх виставках.
Твори художниці зберігаються в музеях України, зокрема в Національному художньому музеї. Персональна виставка відбулася 1985 (посмертно).
Померла від онкологічної хвороби 7 жовтня 1980 року.

## Творчість
Працювала в галузі станкового живопису, графіки та монументально-декоративного мистецтва.
Серед творів художниці: живопис — «Андріївський узвіз» (1963), «На Дніпрі» (1964), «Біля кафе» (1967), «Хутір Куповате» (1970), «Біля вікна» (1977), «Польові квіти» (1980); графіка — «За пранням» (1962), «На базарі» (1966), «Біля Золотих воріт» (1968), «Автопортрет» (1971), «Соняшники» (1975); монументально-декоративні роботи — вітраж «Наш інститут» (1972—1973), гобелен «Український натюрморт» (1975), вітражі для Національного технічного університету України «Київський політехнічний інститут» — «Людина й природа», «Біосфера», «Місто Майбутнього», «Творчість і досконалість» (усі — 1977—1980).

Однією з останніх робіт Галини Бородай стала картина-автопортрет «Пам’яті Олексія Гавриловича Венеціанова» (1979—1980), яка зберігається в Національному художньому музеї України. Дія сюжету картини розгортається на тлі пейзажу околиць Седніва. Тетяна Яблонська писала:
Відчуваючи, що це остання її робота, вона справді героїчно довела її до кінця. У цій прекрасній картині-автопортреті вона так само тихо йде назустріч нам усім. У руці — книга про творчість улюбленого нею О. Г. Венеціанова, поруч — його герої. /.../ Вона йде і ніби подумки прощається з людьми, з мистецтвом, з усім чудовим світом.

## Увічнення пам’яті
Низку портретів Галини Бородай створив її чоловік Сергій Одайник: «Сон» (1976), «Галя» (1977), «Галя. Ранковий етюд» (1978).
Батько художниці Василь Бородай зобразив улюблену доньку в образі Либіді на пам’ятнику засновникам Києва (1982).

Микола Білоус в серії «Цитати» створив картину її пам'яті.